# Torrijos
Torrijos é um município da Espanha na província de Toledo, comunidade autónoma de Castilla-La Mancha, de área 17 km² com população de 12000 habitantes (2007) e densidade populacional de 623,90 hab/km².

## Demografia
| Variação demográfica do município entre 1991 e 2004 | Variação demográfica do município entre 1991 e 2004 | Variação demográfica do município entre 1991 e 2004 | Variação demográfica do município entre 1991 e 2004 |
| --------------------------------------------------- | --------------------------------------------------- | --------------------------------------------------- | --------------------------------------------------- |
| 1991                                                | 1996                                                | 2001                                                | 2004                                                |
| 9522                                                | 9822                                                | 10281                                               | 10756                                               |